# Eryngium phyteumae
Eryngium phyteumae är en flockblommig växtart som beskrevs av François Delaroche. Eryngium phyteumae ingår i släktet martornar, och familjen flockblommiga växter. Inga underarter finns listade i Catalogue of Life.